# Wolfgang Engel (Mediziner)
Wolfgang Engel (* 18. November 1940 in  Ludwigshafen; † 7. Dezember 2015 in Lenglern) war ein deutscher Arzt und Hochschullehrer. Er leitete von 1977 bis 2014 das Institut für Humangenetik der Medizinischen Fakultät der Universität Göttingen.

## Leben
Engel studierte Humanmedizin an der Albert-Ludwigs-Universität Freiburg, wo er 1967 promovierte. Zunächst arbeitete er als Assistenzarzt im Krankenhaus Schorndorf und wechselte 1968 als wissenschaftlicher Assistent an das Institut für Humangenetik und Anthropologie der Universität Freiburg. Nach seiner Habilitation 1974 wechselte er 1977 als Leiter an das Institut für Humangenetik an der Georg-August-Universität Göttingen. Zeitweise war er auch Dekan der Medizinischen Fakultät in Göttingen.
Engel wurde unter anderem bekannt für seine Forschungsergebnisse auf dem Gebiet der pluripotenten Stammzellen.

## Ehrungen
- 1979 Hans-Nachtsheim-Preis der Gesellschaft für Anthropologie und Humangenetik[2]
- 1988 Eduard-Grosse-Senior-Preis der Deutschen Dermatologischen Gesellschaft[2]
- 1990 Ehrenmitgliedschaft der Gesellschaft für Medizinische Genetik der Tschechoslowakei[2]
- 1993 Forschungspreis der Werner G. Gehring Stiftung[2]
- 2008 Ehrendoktorwürde der Nationaluniversität der Mongolei[5]
- 2015 GfH-Ehrenmedaille der Deutschen Gesellschaft für Humangenetik[2]

## Publikationen
- mit X. Xu, K. Pantakani, S. Lührig, X. Tan, T. Khromov, J. Nolte, R. Dressel und U. Zechner: Stage-specific germ-cell marker genes are expressed in all mouse pluripotent cell types and emerge early during induced pluripotency. In: PLoS ONE. 6 (7), 2011, S. e22413. doi:10.1371/journalpone.0022413
- mit T. Glaser, T. Opitz, T. Kischlat, R. Konang, P. Sasse, B. K. Fleischmann,K. Nayernia und O. Brüstle: Adult germ line stem cells as a source of functional neurons and glia. In: Stem Cells. 26, 2008, S. 2434–2443.
- mit A. Zovoilis, J. Nolte, N. Drusenheimer, U. Zechner, H. Hada, K. Guan, G. Hasenfuß und K. Nayernia: Multipotent adult germline stem cells and embryonic stem cells have similar microRNA profiles. In: Molecular Human Reproduction. 14, 2008, S. 521–529.
- mit K. Guan, S. Wagner, B. Unsöld, L. S. Maier, D. Kaiser, B. Hemmerlein, K. Nayernia und G. Hasenfuss: Generation of functional cardiomyocytes from adult mouse spermatogonial stem cells. In: Circulation Research. 100, 2007, S. 1615–1625.
- mit K. Nayernia, J. Nolte, H. W. Michelmann, J. H. Lee, K. Rathsack, N. Drusenheimer, A. Dev, G. Wulf, I. E. Ehrmann, D. J. Elliott, V. Okpanyi, U. Zechner, T. Haaf und A. Meinhardt: In vitro-differentiated embryonic stem cells give rise to male gametes that can generate offspring mice. In: Developmental Cell. 11, 2006, S. 125–132.
- mit K. Guan, K. Nayernia, L. S. Maier, S. Wagner, R. Dressel, J. H. Lee, J. Nolte, F. Wolf, M. Li und G. Hasenfuß: Pluripotency of spermatogonial stem cells from adult mouse testis. In: Nature. 440, 2006, S. 1199–1203.